# Das Gesicht hinter der Maske
Das Gesicht hinter der Maske ist ein US-amerikanischer Film noir von Robert Florey aus dem Jahr 1941.

## Handlung
Janos Szabo ist voller Hoffnung von Ungarn in die USA eingewandert. Der gelernte Uhrmacher möchte sich ein neues Leben aufbauen. Doch bereits an seinem ersten Tag in New York City gerät er in einen Hotelbrand und sein Gesicht wird fürchterlich entstellt. Janos ist aufs Tiefste deprimiert und selbstmordgefährdet. Ein Kleinkrimineller namens Dinky nimmt ihn auf. Als Dinky ernsthaft erkrankt, sorgt Janos für ihn und gerät damit auf die schiefe Bahn.  Eine Gesichtsmaske, die ihm zum Verwechseln ähnlich sieht, soll ihm sein früheres Leben zurückbringen, doch  die Ärzte sehe wenig Hoffnung, sein Gesicht zu rekonstruieren. Als er das blinde junge Frau Helen kennenlernt, scheint ihr sanftmütiges Wesen, ihr Optimus und letztlich ihre Liebe zu ihm, dessen schrecklichen Äußeren sie nicht sehen kann, die Wende zu bringen. Doch seine Gangsterkollegen verhindern eine Rückkehr in ein normales Leben. Verrat witternd versuchen sie Janos zu ermorden. Doch bei dem Versuch kommt seine Frau ums Leben. Janos will sich nun an seinen ehemaligen Gangster-Kollegen rächen. Er hilft ihnen als Pilot, zu fliehen, aber sorgt in der Wüste von New Mexico für eine Notlandung. Ohne Wasser und Nahrung verhungern die Gangster, töten zuvor sogar noch einen der ihren, der ihnen den Wasservorrat stehlen wollte. Die Polizei findet ihre Leichen, und einen Brief des ebenfalls verdursteten Janos, den die Gangster zuvor an das Flugzeug gekettet haben.

## Kritiken
„Psychologisch einsichtig, mit menschlich anrührenden Zügen, hervorragend gespielt durch Peter Lorre.“